# Иоганн Вильгельм (курфюрст Пфальца)

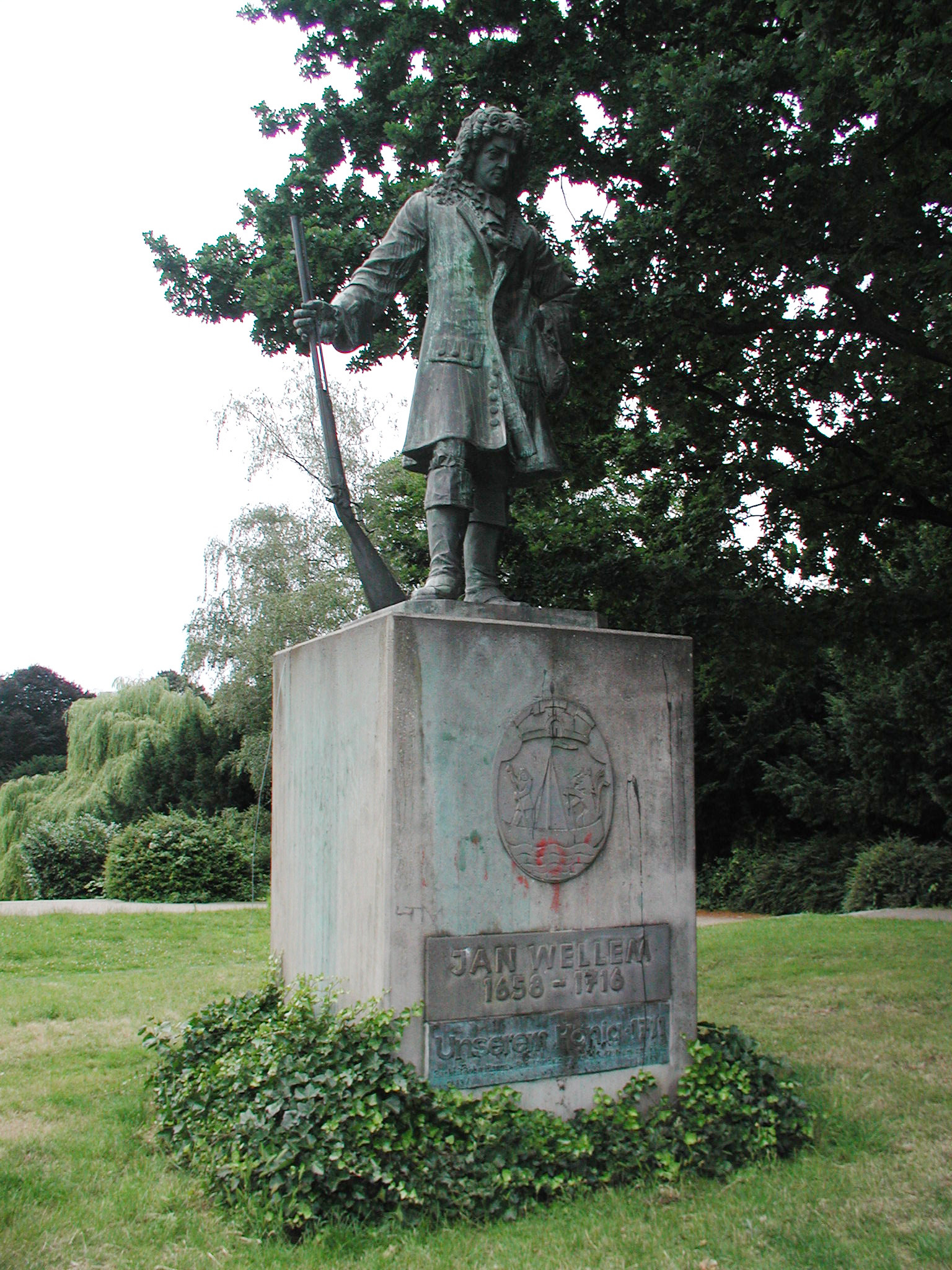
Памятник Иоганну Вильгельму в Кёльне

Иоганн Вильгельм Пфальцский (нем. Johann Wilhelm von der Pfalz; 19 апреля 1658, Дюссельдорф — 8 июня 1716, Дюссельдорф) — пфальцграф-курфюрст Пфальца и пфальцграф-герцог Пфальц-Нойбурга с 1690 года, герцог Юлиха и Берга под именем Иоганн Вильгельм II с 1679 года, происходивший из младшей, Нойбургской линии рода Виттельсбахов. Казначей Священной Римской империи.

## Биография
Родителями Иоганна Вильгельма были курфюрст Филипп Вильгельм Пфальцский и Елизавета Амалия Гессен-Дармштадтская. Воспитанием его занимались иезуиты.
2 сентября 1690 года Иоганн Вильгельм наследует отцовский трон курфюрста. Правление над Юлихом и Бергом отец ему передал ещё на десятилетие ранее.
Так как в результате войны за Пфальцское наследство его столица Гейдельберг была разрушена, резиденцией Иоганна Вильгельма стал Дюссельдорфский замок (Дюссельдорф был центром герцогства Берг). Будучи привыкшим жить расточительно, молодой курфюрст за 300 000 гульденов заложил принадлежавший ему Вюрцбург. После окончания в 1697 году войны за Пфальцское наследство Иоганн Вильгельм добился возвращения ему занятых французскими войсками пфальцских территорий.
В течение войны за Испанское наследство он также сумел вернуть некоторые прежние территории Курпфальца — Верхний Пфальц и графство Кам (вновь входили в состав курфюршества в 1707—1714 годы).
Ревностный католик, Иоганн Вильгельм был малопопулярен в Пфальце, где проживало много протестантов, и предпочитал проводить время в своих северных владениях, в Юлихе и Берге (особенно в Дюссельдорфе). Здесь он строит великолепные дворцы Бенсберг и Шветцинген, а также затевает перестройку дюссельдорфской резиденции.
Иоганн Вильгельм поощрял искусства, он является основателем дюссельдорфской картинной галереи, для которой приобретал полотна П. П. Рубенса. Придворным художником курфюрста был Ян Франс ван Дувен. 29 сентября 1708 года курфюрст возобновил действие ордена Губерта.
Был похоронен в церкви Св. Андрея в Дюссельдорфе. После его смерти курфюрстом Пфальца стал его младший брат Карл Филипп.

## Семья
Курфюрст Иоганн Вильгельм был женат первым браком (25 октября 1678 года) на эрцгерцогине Марии Анне Йозефе, дочери императора Фердинанда III Габсбурга. В этом браке родились двое сыновей, умерших при рождении.
Во втором браке, заключённом 5 июня 1691 года в Ульме, его женой стала принцесса Анна Мария Луиза де Медичи, дочь герцога Тосканы Козимо III Медичи. Детей в этом браке не было.

## Память
На Рыночной площади в Дюссельдорфе с 1711 года стоит памятник курфюрсту Иоганну Вильгельму, сидящему на коне (работы Габриеля де Групелло). Согласно легенде, у скульптора при изготовлении этой конной статуи оказалось недостаточно материала для её изготовления, и чтобы её закончить, был послан в город мальчик, ученик литейщика, который ходил от дома к дому и собирал пожертвования в виде серебряных ложек у зажиточных дюссельдорфцев. В 1964 году этот памятник был изображён на почтовой марке ФРГ.
В 1914 году в Кёльне-Мюльгейме был установлен памятник Яну-Виллему работы скульптора Эдуарда Шмица.